# The Evil of Suspicion
The Evil of Suspicion è un cortometraggio muto del 1915 diretto e interpretato da Rupert Julian. Tra gli altri interpreti, Elsie Jane Wilson, Rena Rogers e Hallam Cooley.

## Produzione
Il film, prodotto dalla Universal Film Manufacturing Company (come Laemmle), venne girato negli Universal Studios, al 100 di Universal City Plaza, a Universal City.

## Distribuzione
Distribuito dalla Universal Film Manufacturing Company, il film - un cortometraggio in una bobina - uscì nelle sale cinematografiche statunitensi il 28 dicembre 1915.